# Partido Argelino para la Democracia y el Socialismo
El Partido Argelino para la Democracia y el Socialismo (en francés: Parti Algérien pour la Démocratie et le Socialisme , PADS) es un partido comunista de Argelia. Cuando en 1993, durante la Guerra Civil de Argelia, el Movimiento Democrático y Social se realineó como un movimiento democrático de resistencia al islamismo, el ala marxista-leninista se dividió bajo el liderazgo de Abdelhamid Benzine para conservar su legado comunista.
PADS publica el periódico Le Lien des Ouvriers et Paysans (El vínculo de los trabajadores y campesinos).